# Sergueï Antonov
Pour les articles homonymes, voir Antonov.
Sergueï Antonov est un biathlète soviétique. 

## Biographie
Antonov fait ses débuts internationaux dans la Coupe du monde en 1984, montant sur le podium en relais. Cet hiver, il devient aussi double champion du monde junior, en sprint et relais.
En 1985, il gagne sa première course à l'occasion de l'individuel de Lahti avec un 20/20 au tir.
Il gagne un deuxième individuel lors de la saison suivante en Autriche.
Il prolonge sa carrière jusqu'en 1988, où il monte sur deux nouveaux podiums en Coupe du monde.

## Palmarès

### Coupe du monde
- Meilleur classement général : 8e en 1986.
- 7 podiums individuels : 2 victoires, 4 deuxièmes places et 1 troisième place.

#### Liste des victoires
2 victoires (2 à l'individuel)
| Saison             | Date            | Lieu      | Discipline       |
| ------------------ | --------------- | --------- | ---------------- |
| 1984-85 1 victoire | 1er mars 1985   | Lahti     | 20 km individuel |
| 1985-86 1 victoire | 23 janvier 1986 | Feistritz | 20 km individuel |

.